# لو كروفورد
لو كروفورد (بالإنجليزية: Lou Crawford)‏ هو لاعب هوكي الجليد كندي، ولد في 5 نوفمبر 1962 في بيلفي في كندا.

## وصلات خارجية
- لو كروفورد على موقع دوري الهوكي الوطني (الإنجليزية)
- لو كروفورد على موقع قاعة مشاهير الهوكي (لاعب أن.إتش.أل) (الإنجليزية)
- لو كروفورد على موقع EliteProspects.com (الإنجليزية)
- لو كروفورد على موقع HockeyDB.com (الإنجليزية)
- لو كروفورد على موقع Hockey-Reference.com (الإنجليزية)